# Suurisaari (ö i Finland, Södra Savolax, Nyslott, lat 62,50, long 28,85)
Suurisaari är en ö i Finland. Den ligger i sjön Petruma och i kommunen Heinävesi i den ekonomiska regionen  Nyslotts ekonomiska region  och landskapet Södra Savolax, i den sydöstra delen av landet, 300 km nordost om huvudstaden Helsingfors. Öns area är 6,1 hektar och dess största längd är 0,5 kilometer i sydöst-nordvästlig riktning.